# Vencedores por Cristo
Vencedores por Cristo é um grupo musical brasileiro, que faz parte de uma missão cristã de mesmo nome, fundada no Brasil em 1968, pelo pastor estadunidense Jaime Kemp. Os Vencedores por Cristo foram pioneiros na produção de música cristã no Brasil.

## História
Formada por jovens universitários selecionados de diversas denominações protestantes, que recebiam um treinamento específico para evangelização, a missão Vencedores por Cristo escolheu a música como seu principal meio de divulgação das mensagens da Bíblia, constituindo assim a banda, conhecida também como VPC. Lançou seu primeiro compacto ainda em 1968. Após cinco compactos, foi gravado o primeiro LP, em 1971, com o título "Fale do amor".
Ao longo desses 40 anos, o grupo contou com variadas formações, já tendo lançado mais de quarenta álbuns. O LP "Novos Caminhos" foi o álbum seguinte. Em 1973 a 12ª equipe laçou o disco "Se Eu Fosse Contar".
Em 1975 foi lançado a série "Louvor" que se estenderia até ao 10.º volume em 2003, e um com a releitura dos principais sucessos da série em versão acústica, lançado em 2006. Esta série é responsável pela renovação do louvor congregacional nas igrejas protestantes e evangélicas no Brasil, através da divulgação de cânticos compostos por seus integrantes ou "recolhido" em suas viagens pelo país!
Vale ressaltar a grande importância de VPC na música cristâ brasileira com o lançamento do álbum "De Vento em Popa" em 1977, o primeiro disco com 100% de músicas compostas por autores nacionais como Sérgio Pimenta, Aristeu Pires, Guilherme Kerr, Edy Chagas e Artur Mendes, além de ritmos brasileiros, principalmente a bossa-nova e o samba canção.
Também em 1980 foi gravado "Tanto Amor" que seguiu a mesma cartilha, numa produção mais arrojada e novas canções, incluindo um baião, "Pescador", até então algo inédito no cancioneiro cristão.
Em 2007 foi lançado o DVD "Sem Fronteiras", comemorando os 38 anos de VPC e uma viagem nas principais canções gravadas, com novos arranjos, produzido por Cláudio Rocha.
Em todos estes anos, integraram as equipes de treinamento e os grupos musicais oriundos das mesmas, vários expoentes da música evangélica brasileira, como:
Adhemar de Campos,
Adilson Massao Suguihara,
Aristeu Pires Júnior,
César W. Elbert,
Gérson Ortega,
Guilherme Kerr,
João Alexandre,
José Roberto Prado,
Jorge Rehder,
Jorge Camargo,
Lamartine Posella,
Mário César Andreotti,
Marlene Vasques,
Maurício Caruso,
Maurício Domene,
Moyses Moraes Rodrigues,
Nelson Bomilcar,
Sérgio Leoto,
Sérgio Pimenta,
Rubem Ciola,
Wesley Vasques.
Em 2009 a banda VPC passou por mudanças. Saiu Lucitânia Egg Verotti, Angela Camata e Claudio Rocha. A liderança da banda ficou dividida entre Emerson Jordão, Flávio Cunha e Alexandre Abreu. E os novos integrantes Patricia Camargo, Géssica Gouveia, Alexandre Viriato, Davi Julião e Jader Gudin.

## Estilo musical
Até a década de 1960, os protestantes brasileiros cantavam apenas as músicas de seus tradicionais hinários, com composições anteriores ao século XIX. Os grupos de VPC, formados sempre nas equipes de treinamento de jovens nas décadas de 70, 80 e 90, foram pioneiros na composição de músicas cristãs contemporâneas que tinham como ritmo o rock, rock and roll, bossa nova, marcha, dentre outros. Os Vencedores por Cristo também revolucionaram no uso de instrumentos musicais. Utilizavam desde os clássicos piano e órgão até os populares violão, baixo elétrico, guitarra, bateria, etc. Muitos destes instrumentos, como a bateria, eram mal vistos por algumas igrejas protestantes e VPC teve uma participação de fundamental destaque na quebra desse paradigma. O grupo também era cuidadoso com seu vocal. Com vários vocalistas, a banda apresentava tipicamente em suas músicas arranjos em quatro vozes, composto por baixo, tenor, contralto e soprano.

## Influência
A influência do Vencedores por Cristo extrapola o meio evangélico. O Padre Jonas Abib, fundador da Canção Nova, chegou a regravar "Buscai Primeiro", "Glória para sempre" e "Meu coração transborda de amor", nos anos 1980. O Padre Zeca também regravou "Meu coração transborda de amor", recentemente.
As transformações na música popular cristã e na Igreja Evangélica são tamanhas, que existem até pesquisas acadêmicas sobre os efeitos do VPC na cultura brasileira:
- FILHO, Jorge G. Camargo. De Vento em Popa - Fé Cristã e Música Popular Brasileira.  (Dissertação, Mestrado em Ciências da Religião). Universidade Presbiteriana Mackenzie. 1 de maio de 2005 , Consulta , Online.[4]
- VICENTINI, Érica de C.. Sérgio Pimenta: canção e propaganda religiosa (1968 – 1987). (Dissertação, Mestrado em História). Universidade de São Paulo. 1 de outubro de 2000 , Consulta , Online.[4]

Ressalta-se que um desses estudos é de autoria de Jorge Camargo Filho, ex-integrante de equipes de Vencedores por Cristo e do Grupo Semente, na década de 1980 e que até hoje participa dos trabalhos da missão cedendo algumas de suas composições e/ou participando das gravações como instrumentista e vocalista.

## Discografia
- 1ª Equipe (compacto triplo) (1968)
- 2ª Equipe (compacto triplo) (1969)
- 3ª Equipe (compacto triplo) (1969)
- 4ª Equipe (compacto triplo) (1970)
- 5ª Equipe (compacto triplo) (1970)
- Fale do Amor (1971)
- Novos Caminhos (1972)
- Se eu fosse Contar (1973)
- Deixa de Brincadeira (compacto duplo) (1974)
- Louvor I (1975)
- De Vento em Popa (1977)
- Louvor II (1980)
- Tanto Amor (1980)
- Louvor III (1981)
- Tudo ou Nada (1983)
- Instrumental I (1985)
- Louvor IV (1985)
- Instrumental II (1986)
- Louvor V (1988)
- Viajar (1989)
- Louvor VI (1990)
- Louvor VII (1991)
- Cânticos 1 (1992)
- Sopro de Vida (1993)
- Louvor VIII (1994)
- Cânticos 2 (1996)
- Canções de Amor (1998)
- Hinos Vol.01 (1998)
- VPC 30 anos (1998)
- Louvor IX (1999)
- Projeto Portugal I (2000)
- Vida de Criança (2001)
- Novidade (2001)
- Projeto Portugal II (2002)
- Louvor X (2003)
- VPC 5 anos - 1968 a 1972 (2003) - Reunindo os cinco primeiros compactos
- Cante Louvores (2004) - Contêm CD´s Cânticos 1 e 2, e Projeto Portugal Vol. 1 e 2
- Consola Meu Povo - Canções do Profeta Isaías (2005)
- Louvor - O Melhor da Série (2006)
- VPC Ao Vivo 1987 - DVD (2006)
- Sem Fronteiras - DVD e CD (2007)
- Pastor Amado - VPC Nordeste (2008)
- Na Fôrma - CD Single (2009)
- A Visita - DVD (2014) CD (2015)
- Gratidão (2016)